# (184096) Kazlauskas
(184096) Kazlauskas est un astéroïde de la ceinture principale.

## Description
(184096) Kazlauskas est un astéroïde de la ceinture principale. Il fut découvert le 16 avril 2004 à Moletai par Kazimieras Černis et Justas Zdanavičius. Il présente une orbite caractérisée par un demi-grand axe de 2,62 UA, une excentricité de 0,07 et une inclinaison de 10,4° par rapport à l'écliptique.